# Belize na Letnich Igrzyskach Olimpijskich 2008
Belize na Letnich Igrzyskach Olimpijskich 2008 reprezentowało 4 zawodników (3 mężczyzn i 1 kobieta) w 2 dyscyplinach.
Był to dziesiąty start reprezentacji Belize na letnich igrzyskach olimpijskich.

## Wyniki reprezentantów Belize

### Lekkoatletyka
Mężczyźni
| Zawodnik          | Konkurencja       | Eliminacje | Eliminacje | Półfinał                     | Półfinał                     | Finał                        | Miejsce                      |
| Zawodnik          | Konkurencja       | Wynik      | Miejsce    | Wynik                        | Miejsce                      | Wynik                        | Miejsce                      |
| ----------------- | ----------------- | ---------- | ---------- | ---------------------------- | ---------------------------- | ---------------------------- | ---------------------------- |
| Jonathan Williams | 400m przez płotki | 49.61      | 16 Q       | 49.64                        | 13                           | Odpadł z dalszej rywalizacji | Odpadł z dalszej rywalizacji |
| Jayson Jones      | 200 m             | 21.54      | 53         | Odpadł z dalszej rywalizacji | Odpadł z dalszej rywalizacji | Odpadł z dalszej rywalizacji | Odpadł z dalszej rywalizacji |

Kobiety
| Zawodniczka   | Konkurencja | Eliminacje | Eliminacje | Finał                         | Miejsce                       |
| Zawodniczka   | Konkurencja | Wynik      | Miejsce    | Wynik                         | Miejsce                       |
| ------------- | ----------- | ---------- | ---------- | ----------------------------- | ----------------------------- |
| Tricia Flores | skok w dal  | 5.25       | 38         | Odpadła z dalszej rywalizacji | Odpadła z dalszej rywalizacji |

### Taekwondo
Mężczyźni
| Zawodnik         | Konkurencja | 1/16                     | Ćwierćfinał                  | Półfinał                     | Ćwierćfinał repasaży         | Półfinał repasaży            | Finał                        |
| Zawodnik         | Konkurencja | Przeciwnik Punkty        | Przeciwnik Punkty            | Przeciwnik Punkty            | Przeciwnik Punkty            | Przeciwnik Punkty            | Przeciwnik Punkty            |
| ---------------- | ----------- | ------------------------ | ---------------------------- | ---------------------------- | ---------------------------- | ---------------------------- | ---------------------------- |
| Alfonso Martínez | 58kg        | Juan Antonio Ramos P 1-2 | Odpadł z dalszej rywalizacji | Odpadł z dalszej rywalizacji | Odpadł z dalszej rywalizacji | Odpadł z dalszej rywalizacji | Odpadł z dalszej rywalizacji |